# 临汾钢铁
太钢集团临汾钢铁有限公司簡稱临钢，是一間位於中國山西省临汾市的钢铁製造公司，但因為政府「去產能」政策，實際上公司經營性資產只餘下一條中厚鋼板轧制生产线，並租予姊妹公司太钢不锈钢。临汾钢铁的大股東是太原钢铁集团（太钢集团）。临汾钢铁亦是新临钢钢铁有限公司的母公司。

## 歷史
临汾钢铁有限公司（临钢）的前身是临汾钢铁公司，經營临汾钢铁厂。临汾钢铁厂是被稱為「十八小」的中國十八个小型钢铁厂之一。1998年，临汾钢铁厂重祖，鋼鐵主業經營性資產注入一個新法人「新临钢钢铁有限公司」（新临钢），太原钢铁集团（太钢集团）的上市子公司太钢不锈钢以人民币（下同）2億元現金出資，取得新临钢51%股權。而「临汾钢铁公司」則改組成「临汾钢铁有限公司」，太钢集团成為大股東。
2010年，临汾钢铁被委託經營位於太原市的美锦钢铁5年。
2014年，临汾钢铁向姊妹公司太钢不锈钢收購新临钢51%股權，作價3.6亿元，使新臨鋼成為臨鋼的全資子公司。
但因為临汾市的污染名列全國前列，临汾钢铁被視為污染源頭、落後產能企業。在中國政府「去產能」政策下，臨鋼結束礦山、焦化、炼铁與炼钢產能。中国国务院总理李克强更於2017年親身考察临汾钢铁。
2017年4月，临钢向姊妹公司太钢不锈钢租出临钢的中板生产线（3300mm中厚板轧制生产线及与之配套的热处理酸洗生产线），作價約1.92亿元，相等於生产线的资产折旧加相关附税、增值税，租用兩年。在「去產能」政策及其他原因下，2016年临钢只達到公司的中板生產量目標：42萬噸的三成，亦比2015年的產量有所下降。2019年4月，太钢不锈钢再以年租金9,770万元，續租生产线3年。

## 延伸閱讀
- 《临汾钢铁公司志》

## 連結
- 官方网站 （（页面存档备份，存于））